# Druckraster

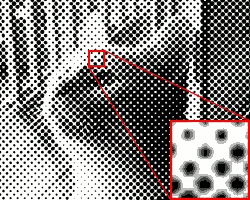
Rasterbild einer Katze. Die Vergrößerung zeigt, wie verschiedene Grauschattierungen durch verschieden große Rasterpunkte vorgetäuscht werden.

Der Einsatz eines Druckrasters ist ein Verfahren der Druckvorstufe innerhalb der Drucktechnik. Der Glasgravurraster, der im Jahr 1881 von Georg Meisenbach in München erfunden wurde, ermöglichte erstmals die Aufrasterung von Halbtonbildern mit Hilfe der Fotografie.
In Druckmaschinen kann aus technischen Gründen zumeist nur eine bestimmte, begrenzte Auswahl von Farben genutzt werden, die dann ausschließlich in reiner Form gedruckt werden. Die meisten Druckverfahren können somit keine Halbtöne darstellen, abgesehen vom tiefenvariablen oder flächentiefenvariablen Tiefdruck oder dem NIP-Verfahren. Das Problem ist, dass an einer Stelle entweder ein Farbpunkt gedruckt werden kann oder nicht. Es kann meist nicht gesteuert werden, ob wenig oder viel Farbe an einem Bildpunkt verdruckt wird. Als Lösung werden Texte, Bilder und Grafiken – sofern diese nicht ausschließlich aus den reinen Druckfarben bestehen sollen – zur Darstellung verschiedener Graustufen oder Farbtöne gerastert. Um Mischungen zwischen den Druckfarben oder verschiedene Helligkeiten darstellen zu können, werden dabei sehr feine Druckpunkte der Farben nacheinander gedruckt, um den gewünschten resultierenden Farbeindruck zu erzielen. Aufgrund der Benutzung von nicht genau zu lokalisierenden Druckpunkten liegt damit eine Kombination von additiver und subtraktiver Farbmischung vor (Autotypische Farbmischung).
Beim Rastern oder auch Aufrastern werden Bilddaten in spezifizierte Druckdaten umgesetzt. Dabei werden aus Halbtonvorlagen binäre Informationen errechnet: „1 = drucken / 0 = nicht drucken“. Der Eindruck von Farbtonwerten und Graustufen wird durch eine geeignete Anordnung von Rasterpunkten erreicht.
Wurden bis in die 1980er Jahre Rastereffekte mittels Glasgravurraster oder speziellen Rasterfilmfolien erzeugt, so kommen seitdem spezielle Imagesetter oder Laserbelichter zum Einsatz, die mit einer eigens dafür entwickelten Software arbeiten. Diese werden Raster Image Processor (kurz RIP) genannt. Bei deren Rasterungsprozess werden generierte Daten – zum Beispiel in PostScript- oder PDF-Dateien und Schriftdateien – in druckfähige Pixeldaten umgewandelt. Je nach den technischen Anforderungen ist es möglich bzw. notwendig, verschiedene Arten der Rasterung anzuwenden.

## Allgemeines zum Druckraster

### Überblick
Auf einer Fläche von beispielsweise 16×16 Belichterpixeln (Rasterzelle) wird ein Halbtonrasterpunkt zusammengesetzt. Je mehr Belichterpixel sich auf diesem 16er-Quadrat befinden, umso dunkler wirkt die Stelle. Sind jedoch nur wenige Belichterpunkte in dem Quadrat enthalten, wirkt die Stelle aus der Entfernung des Betrachters hell.

### Rasterpunkt, Rasterzelle und Rasterweite
Die Rasterweite ist der Abstand der einzelnen Rasterzellen. Daraus errechnet sich die Rasterfrequenz als Kehrwert der Rasterweite. Die Anzahl der Rasterzellen pro Streckeneinheit wird in „Linien pro Zentimeter“ oder „Linien pro Zoll“ (lines per inch, lpi) angegeben.
Übliche Werte im Offsetdruck sind 54 bis 120 Linien/cm (etwa 135 bis 266 lpi) und im Zeitungsdruck 48 bis 60 Linien/cm. Wie schon oben geschrieben, ist es üblich, eine Rasterzelle aus 16 × 16 = 256 Punkten des Belichters aufzubauen, d. h., bei der Belichtung werden die einzelnen Rasterpunkte aus mehreren Laserspots (Punkten des Belichters) zusammengesetzt. Bei einem Belichter mit 2540 dpi oder 1000 dpcm ergibt sich somit 1000/16 = 62,5 ⇒ ca. 60er Raster.
Da der Größe der im Druck reproduzierbaren Rasterpunkte technische Grenzen gesetzt sind, sind vor allem die geringsten Tonwerte in den gängigen Rasterweiten nicht reproduzierbar. Ein weiteres Problem ist das ungewollte Verbinden (Zusammenfließen) von nebeneinander liegenden Rasterpunkten (Punktschluss), der zu einem sprunghaften Anstieg der Tonwertdichte führen kann, wo eigentlich ein gleichmäßiger Anstieg gewünscht ist.

### Rasterwinkel
|  |  |  |  |  |

Periodische Raster sind in einem bestimmten Winkel angeordnet. Bei der Kombination von mehreren Farbauszügen kann es dazu kommen, dass die verschiedenen Raster aufgrund ungünstiger Rasterwinkel Moiré-Effekte erzeugen.
|  |  |  |  |  |

Beim Vierfarbdruck, bei dem zur Darstellung eines Farbbildes mehrere Rasterwinkelungen übereinander gedruckt werden müssen, versucht man diesen Effekt durch verschiedene Winkelungen der Farbauszüge zu kontrollieren. Gebräuchliche Rasterwinkel beim vierfarbigen Offsetdruck sind nach DIN 16 547 zum einen
- Gelb = 0°, Cyan = 75°, Schwarz = 135°, Magenta = 15° oder
- Gelb = 0°, Cyan = 15°, Schwarz = 45°, Magenta = 75°

Nach dem Lehr- und Arbeitsbuch Grundlagen der Print- und Digitalmedien beträgt der Rasterwinkel:
- Gelb = 0°, Cyan = 75°, Magenta = 45°, Schwarz = 15°

### Feinraster
Alle Raster ab dem 100er AM-Raster und feiner, wie auch die FM-Raster, werden als Feinraster bezeichnet. Dieser Oberbegriff erleichtert dem Druckereikunden die Bestellung eines fotorealistischen Druckes, ohne sich mit den Vor- und Nachteilen der einzelnen Verfahren auseinandersetzen zu müssen. Die üblichen  Anforderungen sind:
- die Rasterpunkte sind für den Betrachter mit bloßem Auge nicht zu erkennen,
- PSO-Konformität,
- kein Objektmoiré,
- keine Rosettenbildung,
- glatte technische Raster,
- Wiederholbarkeit,
- keine Mehrkosten.

### Modulation
Grundsätzlich lassen sich amplitudenmodulierte (autotypische Raster) und frequenzmodulierte (stochastische Raster) Verfahren unterscheiden. Bei der amplitudenmodulierten Rasterung wird zur Erzeugung verschiedener Tonwerte die Größe, bei frequenzmodulierter Rasterung die Anzahl der Rasterpunkte pro Rasterzelle variiert.

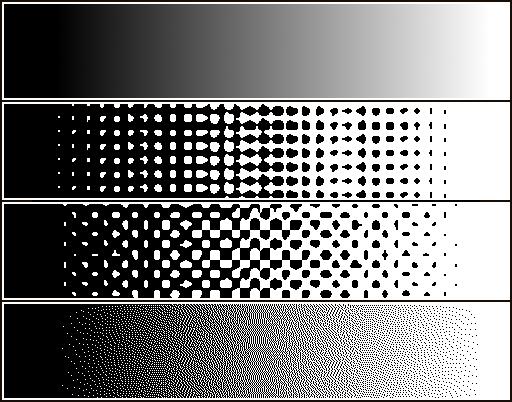
Rasterung eines Halbtonbildes (oben) in ein AM-Quadratraster (0° bzw. 45°) und FM-Punktraster (unten).

#### Amplitudenmodulierte Raster
Periodisches Verfahren, autotypisch: Die Fläche wird in eine feste Zahl von Rasterzellen aufgeteilt (z. B. 60er-Raster: 60×60 Zellen pro cm²). Die Variation von Helligkeit und Farbeindruck erfolgt hauptsächlich über die Größe eines Punktes in dieser Zelle (die Amplitude). Mit der Größe der Punkte ändert sich auch deren Form, z. B. von einem positiven Kreispunkt über die Tonnenform bis zu einem Quadrat („Kreuzlage“, Tonwert 50 %), darüber kehrt sich die Form als Negativpunkte um, bis eine völlige Deckung (Vollton) erreicht ist. Durch elliptisch-kettenförmige statt kreisförmig-quadratische Rasterstrukturen wird der schlagartige Punktschluss bei 50 % auf zwei auseinander liegende Tonwerte (beispielsweise 40 % und 60 %) verteilt, sodass die Tonwertsprünge und -abrisse bei Punktschluss gedämpft werden. Eine weitere Möglichkeit der Dämpfung ist das Herauslösen einzelner Pixel aus dem Rasterpunkt, um sie an anderer Stelle zu platzieren (Dithering). Hierzu muss auch die Umgebung des Rasterpunktes in die Berechnung einbezogen werden (Superzelle).
Die Abbildung rechts zeigt zwei Beispiele mit anderen Punktformen. Das Halbtonbild oben wird in Quadrate zerlegt, deren Größe sich am Grauwert orientiert. Der Rasterwinkel, das ist die Richtung der kleinsten Abstände der Quadrate relativ zur Leserichtung, beträgt im oberen Teilbild 0°. Ein Rasterwinkel von 45° liefert im Allgemeinen ansprechendere Ergebnisse, siehe Teilbild darunter.
Damit sich aus vier oder mehr Farben gedruckte Bilder erzeugen lassen, sind die einzelnen Farbauszüge (Farbseparationen) in verschiedenen Rasterwinkeln zueinander angeordnet (siehe oben). Dadurch bilden die Rasterpunkte im Zusammenwirken ein so genanntes Rosettenmuster, das bei groben Rastern störend wirken kann und bei Überlagerung mit ebenfalls periodisch strukturierten Bildmotiven (etwa bei Textilstoffen) zu einer Verstärkung führt. Dieser zeigt sich in einem störenden Interferenzmuster (Moiré). Deshalb werden AM-Raster bei problematischen Motiven durch frequenzmodulierte Raster ersetzt.

#### Frequenzmodulierte Raster
Nichtperiodisches Verfahren

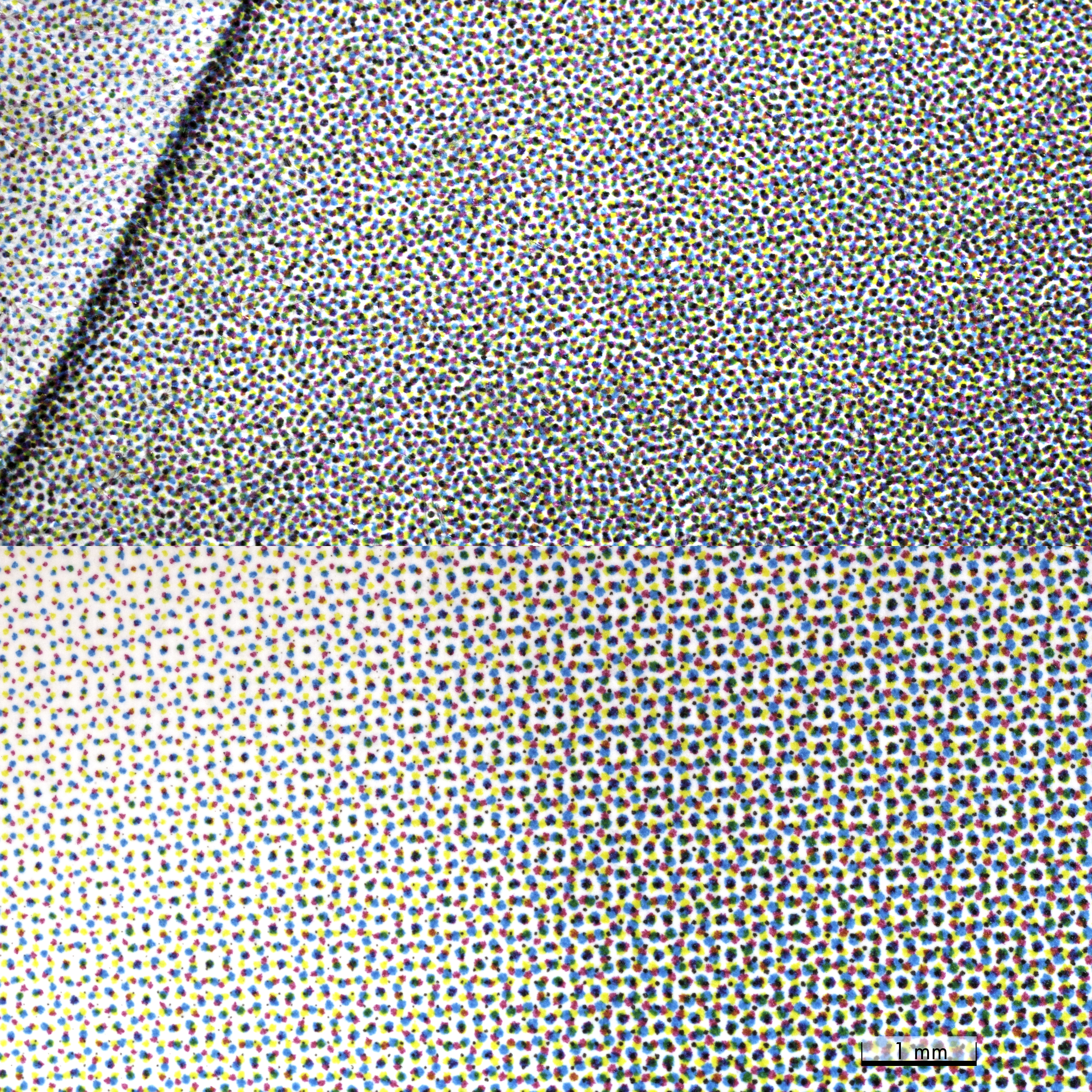
FM (oben) und AM-Druckraster im Vergleich (Ausschnitt eines Ausdrucks)

Die Fläche wird in Punkte gleichen Flächeninhalts aufgeteilt. Die Variation von Helligkeit und Farbeindruck erfolgt über die Anzahl der Punkte in der Fläche (die Frequenz). Um Musterbildung (Moirés) zu vermeiden, werden die Punkte stochastisch angeordnet, siehe Teilbild unten rechts. Diese Rastertechnik ermöglicht darüber hinaus eine größere Feinheit der Auflösung und dadurch genauere Korrektur des Tonwertzuwachses, wodurch der Farbraum im Offsetdruck um circa sieben Prozent erweitert werden kann. Außerdem kann die Farbmenge bei gleicher Farbwirkung reduziert werden, was Vorteile beim Trocknungsvorgang und beim Farbverbrauch mit sich bringt.
Frequenzmodulierte Raster 1. Ordnung
Diese Technologie hat sich erst mit der Einführung der Computer-to-plate-Technik, also der Direktbebilderung des digitalen Datenbestandes auf die Offsetdruckplatte, in der Praxis durchgesetzt. Vorher war aufgrund der Feinheit der Rasterpunkte (zwischen 10 und 30 Mikrometer) eine Übertragung vom Film auf die Druckplatte nicht zuverlässig möglich. Außerdem konnten die RIP-Rechner den erhöhten Rechenaufwand noch nicht in einem wirtschaftlichen Zeitrahmen bewältigen. FM-Raster 1. Ordnung sind durch eine absolut chaotische, also zu 100 Prozent stochastische (zufällige) Verteilung der Rasterelemente gekennzeichnet. Dadurch kann es zu ungewollten Schwankungen (Häufungen oder Ausfälle) kommen, die im Bild die Homogenität stören können.
Frequenzmodulierte Raster 2. Ordnung
Diese neuere FM-Raster-Generation nutzt wieder mehr Ordnung in der Rasterstruktur. Hier übernimmt die Anordnung der Rasterelemente nicht mehr ein Zufallsgenerator, vielmehr ist die Struktur mit der Verteilung des Silberkorns in fotografischen Aufnahmen vergleichbar. Durch ihre strukturelle Nähe zur Fotografie werden diese FM-Raster zunehmend eingesetzt, um fotografische Halbtöne im Druck umzusetzen.

#### Crossmodulierte Raster
Hybridraster: Diese Rasterverfahren vereinigen in sich Methoden der AM- und FM-Rasterung. Sie haben ihren Ursprung im Flexodruckverfahren, bei dessen fotopolymeren Hochdruckformen frei stehende AM-Rasterpunkte in den hellen Tonwerten (Lichtern) nicht beliebig klein gestaltet werden können, ohne wegzubrechen. Deshalb wird dort eine bestimmte Rasterpunktgröße nicht unterschritten und dafür die Anzahl der Rasterpunkte in den Lichtern verringert (ausgedünnt). Diese Methode stellt einen stufenlosen Übergang von der AM-Rasterung (überwiegend in den Mitteltönen) zur FM-Rasterung (in Lichtern und Tiefen) dar und wurde inzwischen auch für den Offsetdruck adaptiert.
Eine andere Methode besteht darin, in allen Tonwertbereichen Rasterpunkte gleicher Größe und Form (die sich an der Form eines 50 %-AM-Rasterpunktes orientiert) in stochastisch ermittelten Positionen und mit zunehmender Häufigkeit zu platzieren. Die Helligkeitsabstufungen ergeben sich dann von der Ausdünnung bis zur vollständigen Überlappung. In der Offsetdruckpraxis sind Lösungen zu finden, die sich zwischen diesen beiden extremen Methoden bewegen, so dass auch die Rasterpunktform gezielt verändert wird.
Die Fehlerdiffusion, eine Mischung aus letzterer Methode und Dithering, kommt bei Tintenstrahldruckern zur Anwendung. Ihnen ist es nicht möglich, Druckpunkte mit verschiedenen Kreisdurchmessern zu erzeugen; sie sind technologiebedingt nur in der Lage, zwar winzig kleine, aber immer nur gleich große Druckpunkte zu setzen. Daher ordnen sie auch nicht verschieden große Druckpunkte in einem geordneten Raster an, sondern verteilen gleich große Druckpunkte nach dem Zufallsprinzip auf dem zu bedruckenden Medium. Anmerkung: Einige Tintenstrahler sind in der Lage, unterschiedlich große Tintentropfen und somit Druckpunkte mit verschiedenen Kreisdurchmessern zu drucken. Beispielsweise können Epson-Drucker dank Piezo-Technologie 2–8 Pikoliter große Tintentropfen über die Düse ausgeben. Der Piezo-Kristall steuert die Menge der Tintenflüssigkeit, die in die Druckkammer einfließt. Je größer die Tintenmenge, desto größer der Tintentropfen.

#### Tiefdruckraster
Wegen der Topografie der Druckform verlangt das Tiefdruckverfahren einige Kompromisse in der Rastertechnologie. Grundsätzlich weist eine Tiefdruckform (bestehend aus einem Kupferzylinder mit verchromter Oberfläche) als Rasterelemente so genannte Näpfchen oder Zellen auf. Sie werden mit dünnflüssiger Farbe gefüllt und entleeren sich im direkten Kontakt mit dem Papier. Um ein flüssigkeitsdichtes Näpfchen zu bilden, muss eine vollständig geschlossene Wandung (Stege) aufgebaut werden. Aus diesem Grund ist auch die Schrift im Tiefdruck gerastert, was in allen anderen Druckverfahren ein „Kunstfehler“ wäre. Die Modulation, d. h. die Steuerung der Farbmenge, erfolgt über die Variation des Näpfchenvolumens. Hierfür stehen drei klassische Methoden zur Auswahl:
flächenvariable Volumenänderung (amplitudenmoduliert, autotypisch)
Bei gleich bleibender Näpfchentiefe ändert sich nur das Steg-Näpfchen-Verhältnis, d. h. bei breiteren Stegen werden die Näpfchen schmaler. Wegen der Kapillarität in den Lichtern ist dieses Methode industriell nicht sinnvoll.
tiefenvariable Volumenänderung (amplitudenmoduliert, autotypisch)
Bei gleich bleibendem Steg-Näpfchen-Verhältnis ändert sich nur die Näpfchentiefe. Dies ist verbunden mit einem Absinken des U-förmigen Näpfchenbodens (Kalottenform) bei Ausbildung steiler Seitenwände, wodurch sich das Entleerungsverhalten der Näpfchen ändern kann (Restfarbvolumen bleibt zurück).
flächentiefenvariable Volumenänderung (amplitudenmoduliert, halbautotypisch)
Es ändern sich sowohl Näpfchentiefe als auch Steg-Näpfchen-Verhältnis: In den Lichtern schmale, flache Näpfchen, in den Tiefen breite, tiefe Näpfchen. Auf Grund der Druckformbelichtung mit Laser und anschließender Ätzung (Think-Verfahren) oder vor allem der Lasergravur (Verfahren von Dätwyler und Hell) ist es heute möglich, die auf amplitudenmodulierte Strukturen beschränkte mechanische Gravur (Stichelgravur) zu ersetzen. Damit stehen zugleich drei neue Modulationsmethoden zur Verfügung:
kantenoptimierte flächentiefenvariable Volumenänderung (amplitudenmoduliert, halbautotypisch)
Die zu Näpfchen aufgelösten Kanten von Bildern, Linien und Schrift erhalten begradigte Stege, die der Motivstruktur folgen.
frequenzmodulierte flächentiefenvariable Volumenänderung
Es können nahezu beliebige FM-Raster graviert werden.
crossmodulierte flächentiefenvariable Volumenänderung
stufenloser Übergang zur Näpfchenausdünnung in den Lichtern und Tiefen.
In der Praxis werden die drei letztgenannten Methoden kombiniert.

## Erzeugung des Rasters
Raster lassen sich mit fotografischen Verfahren (analog) oder elektronisch (digital) erzeugen. Analoge Verfahren sind Distanzrasterung sowie die Rasterung mit Hilfe eines Kontaktrasters in der Reprokamera oder im Kontaktgerät. Beide Verfahren sind allerdings heute nur noch sehr selten anzutreffen. Die elektronische Rastererzeugung erfolgt mit einem sogenannten Raster Image Processor (RIP). Die Datenübergabe an den RIP erfolgt zumeist als Postscript-Datei.

## Der Postscript-Druckraster

### Stand der Technik in den 2010er Jahren

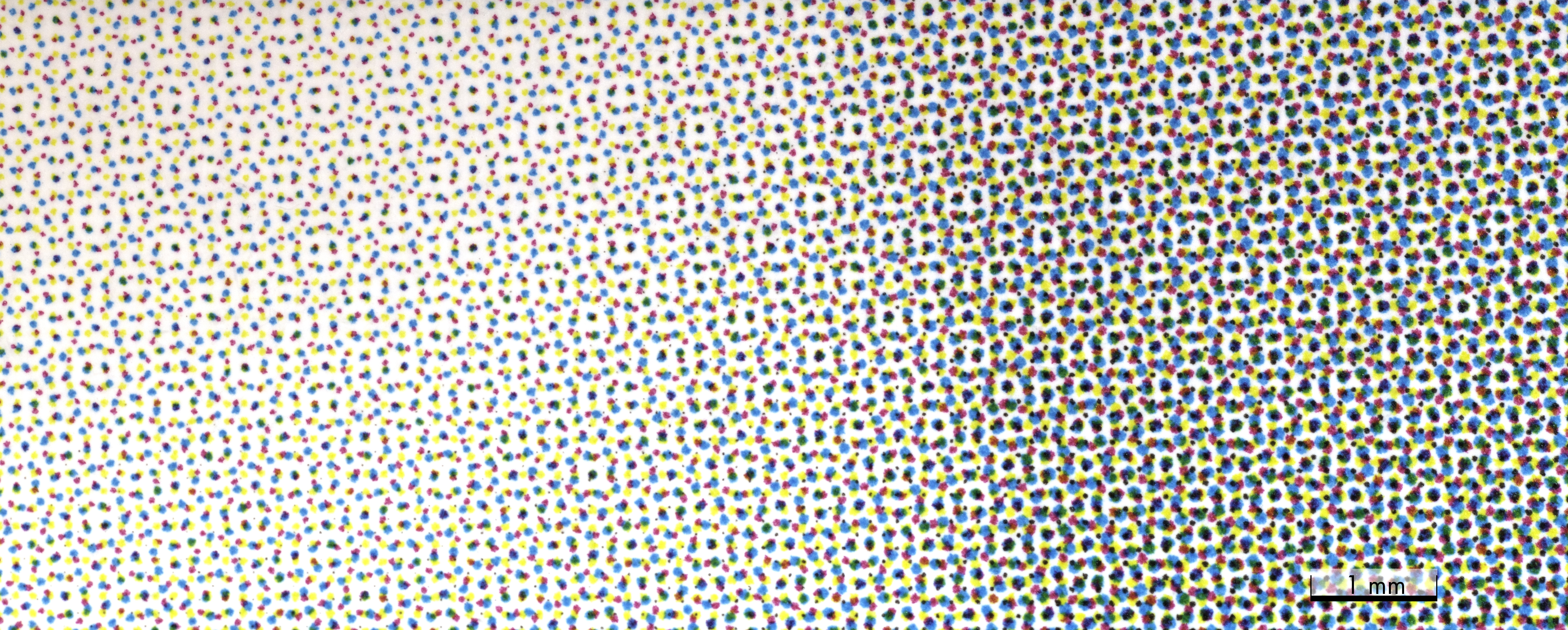
Postscript-Druckraster (mikroskopische Aufnahme)

Das am weitesten verbreitete Druckraster ist das Postscript-Raster. Es wird von fast allen Druckmaschinen sowie auch von Laser- und Tintenstrahldruckern eingesetzt. Bei diesem werden Farbabstufungen einzelner Farben erzeugt, indem die Farbe in ein Raster aus zueinander im rechten Winkel stehenden Zeilen und Linien von Einzelpunkten zerlegt wird. Die gewünschte Helligkeit der Farbe wird dadurch durch den Durchmesser der einzelnen, meist kreisrunden oder elliptischen Druckpunkte bestimmt: Je heller die Einzelfarbe gedruckt werden soll, desto kleiner ist der Durchmesser des betreffenden Druckpunktes. Dies ist dem fotografischen Raster nachempfunden. Beim üblichen Vierfarbdruck werden die Raster der einzelnen Farben in einem Winkelversatz von 30° zueinander übereinander gedruckt.
Obwohl dieser Rastertyp Postscript-Raster genannt wird, erlaubt Postscript auch die Implementierung anderer Raster-Algorithmen.

### Rasterberechnung
Die zu rasternde Seite wird in Punkte zerlegt, die der kleinstmöglichen Punktgröße des Ausgabegerätes entsprechen. Bei einem 600-dpi-Laserdrucker beispielsweise ist ein solcher Punkt 1/600 Zoll (Inch) groß. Zur Rasterung von Halbtönen werden rechteckige Bereiche von Punkten zu Rasterzellen zusammengefasst, deren Größe sich aus der gewählten Rasterweite ergibt. Jede Zelle entspricht einem Rasterpunkt. Die Form der Rasterpunkte wird bei der Rasterung (Halftoning) durch Punkt-Funktionen (Spot Functions) oder Schwellwert-Felder (Threshold Arrays) bestimmt. Punkt-Funktionen sind kleine PostScript-Prozeduren (beachte: PostScript ist eine Seitenbeschreibungssprache), die die Punkt-Positionen innerhalb einer Rasterzelle in eine Helligkeits-Rangfolge bringen. Schwellwert-Felder enthalten für jede Position in der Rasterzelle einen eigenen Schwellwert. Ist der Helligkeitswert der Seite heller, so wird der Druckpunkt weiß, ist er dunkler, dann wird er schwarz. Beide Rastertechniken entscheiden für jeden Druckpunkt anhand des Farbewertes der Seite an dieser Stelle, ob ein Druckpunkt schwarz oder weiß wird.
Diese Berechnungsweise führt zu einer wichtigen Konsequenz für die Druckvorstufe: Auch am Rand einer Rasterzelle eines hellen Bildbereiches können einzelne Druckpunkte schwarz sein, wenn die Seite genau hier eine sehr dunkle Farbe hat. Bei Bildern, die feine Informationen mit harten Kontrasten enthalten, wie z. B. gescannte Strichzeichnungen, kann es unabhängig vom Farbmodell des Bildes sinnvoll sein, dieses in einer sehr hohen Auflösung, bis hin zur vollen Druckauflösung (bspw. 1270 dpi) auszugeben. Zum Vergleich: Bei normalen fotografischen Motiven reicht es aus, wenn die Bildauflösung der halben Rasterweite entspricht, also etwa 300 ppi bei einer Rasterweite von 60 lpcm (= 153 lpi).